# IBM Plex
IBM Plex es la tipografía corporativa de la empresa IBM, la cual tiene una licencia SIL Open Font, es decir, libre de uso para cualquier fin y de código abierto. Se considera una superfamilia tipográfica al componerse de cuatro estilos diferentes: con serifa, sin serifa, condensado y monoespaciado. IBM encargó su diseño al director creativo de la empresa, Mike Abbink, en 2017, y fue realizado en conjunto con el estudio tipográfico holandés Bold Monday. La tipografía cuenta con ocho pesos diferentes y, además del latino, está disponible para otros seis alfabetos: cirílico, devanagari, alifato, hebreo, tailandés y hangul, adaptándose a 110 idiomas diferentes.

## Origen
La tipografía tiene reminiscencias del icónico logo de IBM, el cual fue diseñado por Paul Rand en 1972. Durante más de un lustro, IBM ha estado utilizando Helvética como tipografía corporativa, en un deseo de reflejar la modernidad como valor fundamental de la marca. Sin embargo, los derechos de uso que IBM debía pagar a Monotype, la fundidora propietaria de Helvética, ascendía al millón de dólares anuales, y esta licencia ni siquiera cubría a toda la plantilla de empleados.
Así pues, en 2015 IBM contrató a un nuevo director creativo, Mike Abbink, quien explica que cuando llegó a la empresa, ya estaba sobre la mesa la idea de desarrollar una tipografía corporativa propia. Abbink es un diseñador gráfico y tipógrafo texano que ha trabajado para Apple, Wolff Olins o Meta Design.
IBM Plex, fue desarrollada por Abbink en colaboración con la fundición holandesa Bold Monday entre 2015 y 2017. Con sus curvas humanistas y sus ángulos duros de ingeniería, IBM Plex se inspira fundamentalmente en el logo de Rand, así como en las tipografías de las máquinas de escribir antiguas de IBM Selectric. IBM Plex tiene ocho pesos en honor a las ocho barras del logo. No es, sin embargo, la primera fuente encargada por la empresa tecnológica neoyorkina, pues en 1955, lanzó Courier, una de las fuentes monoespaciadas más conocida y utilizada.

## Estilos
A partir de la versión 1.0, la familia tiene cuatro tipos de letra:
- IBM Plex Sans: una tipografía grotesca tipo sans-serif con un diseño inspirado en Franklin Gothic. Otras clasificaciones de sans-serif fueron rechazadas por ser demasiado blandas (humanistas), ineficientes (geométricas) y excesivamente perfeccionadas (neo-grotescas). Algunas de las características de Franklin Gothic, como las terminales en ángulo, una g de doble piso y una línea horizontal en la línea de base de la 1 se utilizan en IBM Plex Sans.
- IBM Plex Sans Condensed: una variante condensada de IBM Plex Sans.
- IBM Plex Mono: una tipografía monoespaciada basada en IBM Plex Sans. El diseño en cursiva se inspiró en el tipo de letra Italic 12 utilizado por la máquina de escribir IBM Selectric , que es particularmente evidente con las letras en cursiva i , j , t y x.
- IBM Plex Serif: un tipo de letra serif con un diseño inspirado en Bodoni y Janson. Otras clasificaciones de serif fueron rechazadas por ser demasiado humanistas y obsoletas (estilo antiguo) y demasiado torpes y sin refinar para texto largo (slab-serif). Algunas de las características de Bodoni, tales como terminales de bolas y remates rectangulares, se utilizan en IBM Plex Serif.

Cada tipo de letra tiene 8 pesos:
- Thin ('fino'),
- ExtraLight ('extra ligero'),
- Light ('ligero'),
- Regular ('regular'),
- Text ('texto'),
- Medium ('medio'),
- SemiBold ('semi negrita') y
- Bold ('Negrita')

Cada uno de ellos cuenta con cursiva verdadera.

## Cobertura de Unicode
A partir de la versión 1.0, las fuentes de IBM Plex actualmente en más de 100 idiomas con la mayoría del alfabeto latino (incluido el vietnamita ), así como el alfabeto cirílico (excepto en IBM Plex Sans Condensed).  En la versión 3.0 de IBM Plex Sans, se agregó soporte para el alfabeto griego monotónico .  Además, se lanzó IBM Plex Sans Hebrew (un tipo de letra separado similar a IBM Plex Sans sin cursivas) que agrega soporte para el sistema de escritura hebreo .  El 15 de octubre de 2018, se lanzó IBM Plex Thai agregando soporte para el script tailandés sin bucles.  El 14 de diciembre de 2018, IBM Plex Devanagari agregó soporte para el sistema de escritura Devanagari .
Además, tanto Mike Abbink como Bold Monday han confirmado que están trabajando en el apoyo para el árabe , CJK , bengalí y tamil .
También hay soporte para símbolos matemáticos y de moneda comunes (incluido Bitcoin (₿) #U+20BF que se ratificó en Unicode en 2017), así como ligaduras como fi y fl, junto con alternativas estilísticas para a, g y 0. 
Hay algunos símbolos inéditos para IBM Plex Sans Condensed, IBM Plex Mono e IBM Plex Serif, como el signo de moneda genérico (¤), el símbolo de primo (′) y el símbolo de doble primo (″).  Además, Mike Abbink ha confirmado la compatibilidad con el bloque Operadores matemáticos y la compatibilidad con los símbolos utilizados en el lenguaje de programación APL en 2019.
Las #ECE0 FCC #ECE0 y marcado CE #EFCC están codificados como glifos dentro del área de uso privado .  Antes de la versión 1.0, cinco logotipos de IBM (logotipos sólidos y de 8 barras, y el logotipo de I-Bee-M) #EBE1 to #EBE7 también se codificaban como glifos. 

## Licencia
IBM ha licenciado los archivos de fuentes para las cuatro fuentes solo bajo la Licencia de fuente abierta SIL (SIL OFL).  Aunque entre el 9 de agosto de 2018 y el 21 de agosto de 2018, las fuentes también tenían doble licencia bajo la Licencia de Apache .  Este acuerdo de doble licencia fue rescindido debido a la preocupación de que la licencia de Apache no es adecuada para las fuentes.  La licencia SIL OFL es gratuita y de código abierto , sin embargo, FontLab Studio, que es un software propietario, se requiere para construir las fuentes desde la fuente.
Bold Monday también proporciona código de desarrollo web en CSS , SCSS y JavaScript que está relacionado con las fuentes bajo la Licencia Apache.
El nombre de IBM Plex está reservado, según lo permitido por el SIL OFL y la marca registrada a partir de diciembre de 2017.